# Valentina (styliste)
Pour les articles homonymes, voir Valentina.
Valentina Nicholaevna Sanina Schlee, dite Valentina née le 1er mai 1899 à Kiev (Empire russe) et morte le 14 septembre 1989, est une styliste et costumière américaine d'origine ukrainienne.

## Biographie
Elle naît et grandit à Kiev. Elle étudie le théâtre à Kharkov alors qu'a lieu la Révolution d'Octobre en 1917. Elle rencontre le financier russe George Schlee (mort le 3 octobre 1964), à la gare de Sébastopol alors qu'elle fuit le pays avec ses bijoux de famille ; il est devenu son compagnon, bien que la question de leur mariage légal reste mystérieuse. George Schlee est mieux connu pour son amitié de vingt ans avec la star de cinéma Greta Garbo (ils vivaient dans le même immeuble à New York). Le couple Schlee arrive à New York en 1923 et ils deviennent des membres éminents de la « Café Society » durant les Années folles. Elle se distingue de la mode d'alors (jupes et robes courtes) en portant des vêtements longs qui dissimulent le corps.
Elle ouvre une petite maison de couture pour les robes en 1928 sur Madison Avenue. Sa première commande a lieu en 1933, avec des costumes pour l'actrice Judith Anderson, qui joue dans Come of Age. Les vêtements reçoivent un meilleur accueil que la pièce de théâtre et Valentina commence à habiller de nombreuses actrices de l'époque comme Lynn Fontanne, Katharine Cornell, Greta Garbo, Gloria Swanson, Gertrude Lawrence et Katharine Hepburn. Elle compte plusieurs succès à Broadway, dont les costumes de la pièce The Philadelphia Story. Elle habile également des femmes de la haute société new-yorkaise, comme les membres des familles Whitney et Vanderbilt. En 1950, elle sort un parfum, My Own.
Ses créations sont faites sur mesure et s'inspirent des styles des couturières Madeleine Vionnet et Madame Grès. Elle a figuré sur la liste internationale des personnes les mieux habillées (International Best Dressed List (en)).
Elle ferme sa maison de couture à la fin des années 1950. Elle meurt à l'âge de 90 ans de la maladie de Parkinson.
En 2009, une exposition lui est consacrée au musée de la Ville de New York, Valentina : American Couture and the Cult of Celebrity.

## Sources
- (en) Cet article est partiellement ou en totalité issu de l’article de Wikipédia en anglais intitulé « Valentina (fashion designer) » (voir la liste des auteurs).